# Згурівський дендропарк
Згу́рівський дендропа́рк — пам'ятка садово-паркового мистецтва місцевого значення в Україні. Розташований в селищі Згурівка Броварського району Київської області.
Площа 309 га. Підпорядкований Березанському лісництву Переяславського держлісгоспу.

## Історія

### Заснування
Згурівка належала родині Вяземських. Згодом перейшла у власність роду Кочубеїв як посаг Софії Миколаївни (1798–1834), що вийшла заміж за Аркадія Васильовича Кочубея (1790–1878) — учасника Франко-російської війни 1812 року, Київського віце-, Орловського губернатора, сенатора, дійсного статського радника. Є дані Він заснував у 1837 році парк у Згурівці. За його наказом садівник-швейцарець насадив навколо палацу чудовий парк з рідкісних дерев, були встановлені альтанки, а через ставки перекинуті містки. Від села садибу відгородили ровом.
За іншими даними, засновником парку у Згурівці був син Аркадія Васильовича — Петро Кочубей (1825–1892) — дійсний статський і таємний радник, почесний член імператорської академії наук. Можна припустити, що А. Кочубей створив невеличкий парк, а його син настільки розширив площу насаджень, що потім саме його почали вважати творцем парку.
Про те, які роботи провів П. А. Кочубей у Згурівці, написав анонімний автор у праці, яка вийшла в Києві у 1892 році і називалася «Очєрк деятельности П. А. Кочубея по лесоразведению в Полтавской губєрнии». За цими даними, раніше біля Згурівки ріс лише один гайок — «Дубинка», площею близько 8 га. Завдяки діяльності П. А. Кочубея створено насадження на площі понад 500 га. Розташовані вони окремими урочищами, або, як їх тут звали, «левадами». Площа «Старого парку» становила за одними даними 215 га, за іншими — 85. Площа «Варваро-Олександрівської левади» — 62 га, «Галаганової левади» — 169,7 га. Були ще «Левада Гадоліна» (А. В. Гадолін — приятель П. А. Кочубея, академік Санкт-Петербурзької академії наук), «Пушкінська левада».

### Радянські часи
У 1960 році два урочища, які на той час мали назви «Червоноармійське II» (224 га) та «Червоноармійське І» (85 га), були оголошені парком-пам'яткою садово-паркового мистецтва загальнодержавного значення. На топографічному плані, який зберігається у Картгеофонді України, більше урочище має назву «Червоноармійське», менше — «Чайка».
В 1938 році у Згурівському парку налічувалося понад 150 видів та форм деревних рослин. Зокрема, тоді у парку зростали ялиця біла, бальзамічна, одноколірна, Фразера та сибірська; ялівці звичайний та його форми шведська і розпростерта, козацький та віргінський; модрини європейська, Кемпфера та сибірська; ялини сиза і її голубувата форма, Енгельмана, звичайна та її форми колоноподібна та гірляндна, сибірська, колюча та дві її форми — голубувата і сиза, сітхинська; сосни чорна, гірська та її гірський різновид, Веймутова, звичайна та гачкувата; псевдотсуга Мензиса, тсуга канадська, туя західна, 10 видів та форм кленів (у тому числі клен ясенелистий сріблясто-строкатої форми, клен гостролистий форми Шведлера, явір пурпуроволистої форми та форми Леопольда). Росло 4 види і форми гіркокаштанів, ведмежий горіх, бук лісовий, бундук канадський, горіх сірий, 11 видів та форм тополі, дуб звичайний, 14 видів і форм верби, 4 види таволг, 3 види в'язів та інші. У 1940 році на галявинах парку лісництво почало закладати соснові культури, що призвело до зникнення мальовничих краєвидів та перетворення парку на суцільний лісовий масив. Через відсутність догляду загинуло багато цінних екзотичних порід дерев (до 1948 року збереглося лише близько 70 видів і форм деревних рослин), у парку дуже поширилася бузина чорна.
Багато цінних рослин загинуло в 1968–1970 роках внаслідок підтоплення, яке спричинила збудована на Супої дамба цукрокомбінату. У паспорті парку-пам'ятки садово-паркового мистецтва, який зберігається у Головному управлінні національних природних парків та заповідної справи, є список видів, які зростали в парку 1954 року. Він налічує 65 назв. Імовірно, що коли створювали парк, між двома урочищами були луки. Тепер тут розташована частина селища Згурівка.
Нині парк перебуває у досить занедбаному стані.

## Планування
Парк заклали наприкінці 1860-х років. На цій території був палац. Від нього в різних напрямках розходилися алеї — гіркокаштанова, липова. Була ще й кільцева алея, завдовжки понад 5 км. Але в цілому парк мав ландшафтне планування. З усіх боків він був обсаджений лісозахисними смугами. З південного, західного та північного боків переважали листяні види — дуб звичайний, липа серцелиста, берест, в'яз, ільм, клени гостролистий, польовий і татарський, явір, ясен звичайний та робінія звичайна, зі сходу хвойні: сосна звичайна, ялина звичайна, ялиця біла, модрина європейська.
У центральній частині парку була притока Супою — Хіврине море. Її розчистили, поглибили й перетворили на ставки. На ставках насипали острови, а на березі — пагорби. Велика гірка, яку назвали «Арарат», була створена за 750 м від палацу у південно-східному напрямку. На її вершині стояв красивий павільйон. Від палацу відкривалася перспектива на ставок і навіть на «Арарат». Взагалі у парку було багато великих галявин (площею від 5—10 до 20—30 га). На них зростали поодиноко і куртинами різні екзотичні види. Найбільше видове різноманіття зосереджувалося біля палацу. Вздовж алей росли декоративні кущі. Окремі галявини були прикрашені клумби. На берегах ставків — верби та тополі, на штучно насипаних пагорбах — переважно хвойні екзотичні дерева (групами або поодиноко), на гірці «Арарат» — група хвойних (серед них ялини, колюча сизої форми та звичайна). Цікава особливість парку: такі види, як сосна Веймутова, ялина сиза, ялиця бальзамічна, модрини європейська та сибірська, туя західна, гледичія звичайна, фундук канадський, висаджували великими групами або масивами. У 1880 році були закладені три розсадники: хвойних видів, листяних видів, кущів. Частину садивного матеріалу завезли з Північної Америки. В 1892 році у Згурівському парку налічувалося 382 види та форми деревних рослин.[джерело?]

## Ландшафт
Природний перепад висот у парку становить 13,7 м (від 123 м на межі з болотом до 136,7 м неподалік від гірки «Арарат»). Висота штучно створеної гірки «Арарат» — 3,4 м. Невеликі штучні пагорби є й на східному березі ставка.

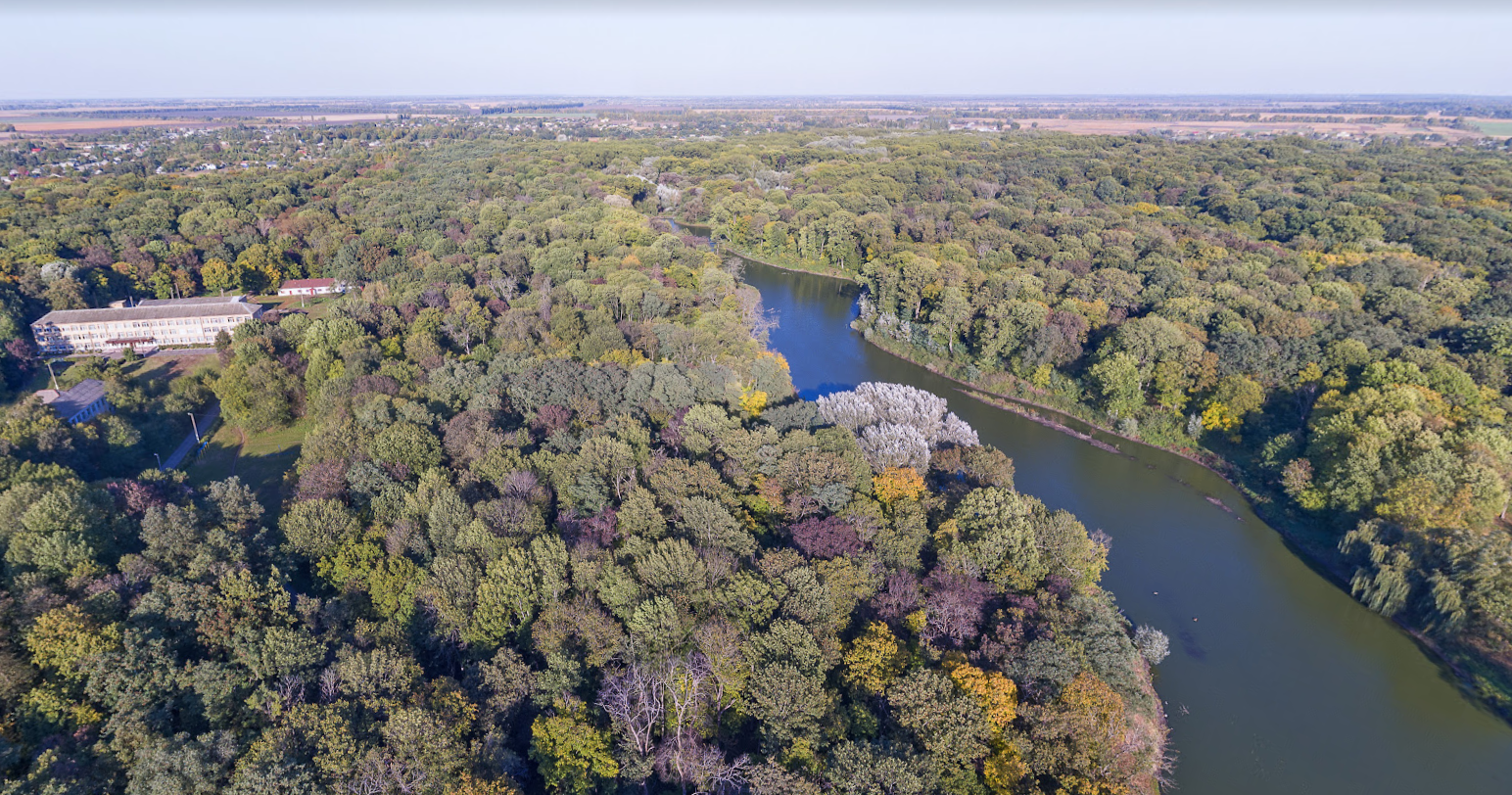
Панорама парку

Площа урочища «Червоноармійське ІІ» (224 га) розподіляється так: на озера припадає 19,8 га (8,84 %) (до цієї площі не входить частина ставка, яка опинилася за межами парку, але входить площа болота між двома островами; більше озеро має площу 17,5 га, менше — 2,3 га), на болота припадає 2,0 га (0,89 %); школа — 2,8 га (1,25 %), кордон — 0,15 га (0,07 %), рілля — 2,0 га (0,89 %), дороги (загальна довжина 24 км) — 7,2 га (3,21 %), насадження — 190,05 га (84,85 %).
Офіційно площа урочища «Червоноармійське І» становить 85 га. За підрахунками, площа незаболоченої ділянки — 76 га. Решта — це болото, через яке проходить західна межа парку. Кордон займає 0,30 га (0,40 %), рілля — 1,15 га (1,51 %), дороги (загальна довжина — 6,3 км) — 1,9 га (2,5 %), насадження — 72,65 га (95,59 %).
Основним у парку є лісовий тип садово-паркового ландшафту.

## Види рослин
Під час останніх обстежень парку виявлено лише 41 вид деревних рослин. Два види — ялина колюча та верба біла — були представлені тільки своїми декоративними формами, перший — сизою, другий — плакучою. Клен гостролистий та явір мали, крім типових рослин, ще й декоративні форми, відповідно Шведлера та пурпуроволисту. 12 видів хвойних (усі дерева) та 29 листяних (26 видів — дерева, 3 — кущі).
У парку зростають такі види хвойних: ялиці біла і сибірська (діаметр до 56 см, в урочищі «Червоноармійське І» вони дають самосів), модрина європейська та широколуската (до 72 см), ялини звичайна (до 84 см, висота до 30 м) та колюча сизої форми, сосни кодрова європейська (до 44 см, до 18 м), чорна (є рослина, штучно сформована так, що у неї три стовбури, загальний стовбур на висоті 0,9 м має діаметр 114 см, а на висоті 2 м діаметри окремих стовбурів становлять 56, 68 та 72 см), Веймутова (до 68 см) та звичайна (до 72 см), псевдотсуга Мензиса (до 72 см, до 30 м) і туя західна (до 40 см, до 24 м). Діаметр стовбура найбільшого дуба звичайного — 172 см. Є старі дерева гіркокаштана (в алеї, у невеликій рядовій посадці на східному березі ставка та в групах серед інших насаджень), тополі чорної (до 130 см), ясена (до 120 см) і багатьох інших видів.
В урочищі «Червоноармійське II» до найпоширеніших видів належать: дуб звичайний, ільмові, тополя чорна, клен гостролистий, сосна звичайна, робінія звичайна, ясен звичайний; в урочищі «Червоноармійське І» — клен гостролистий, сосна звичайна, робінія звичайна, дуб звичайний, береза повисла, вільха чорна, ільмові.

## Галерея

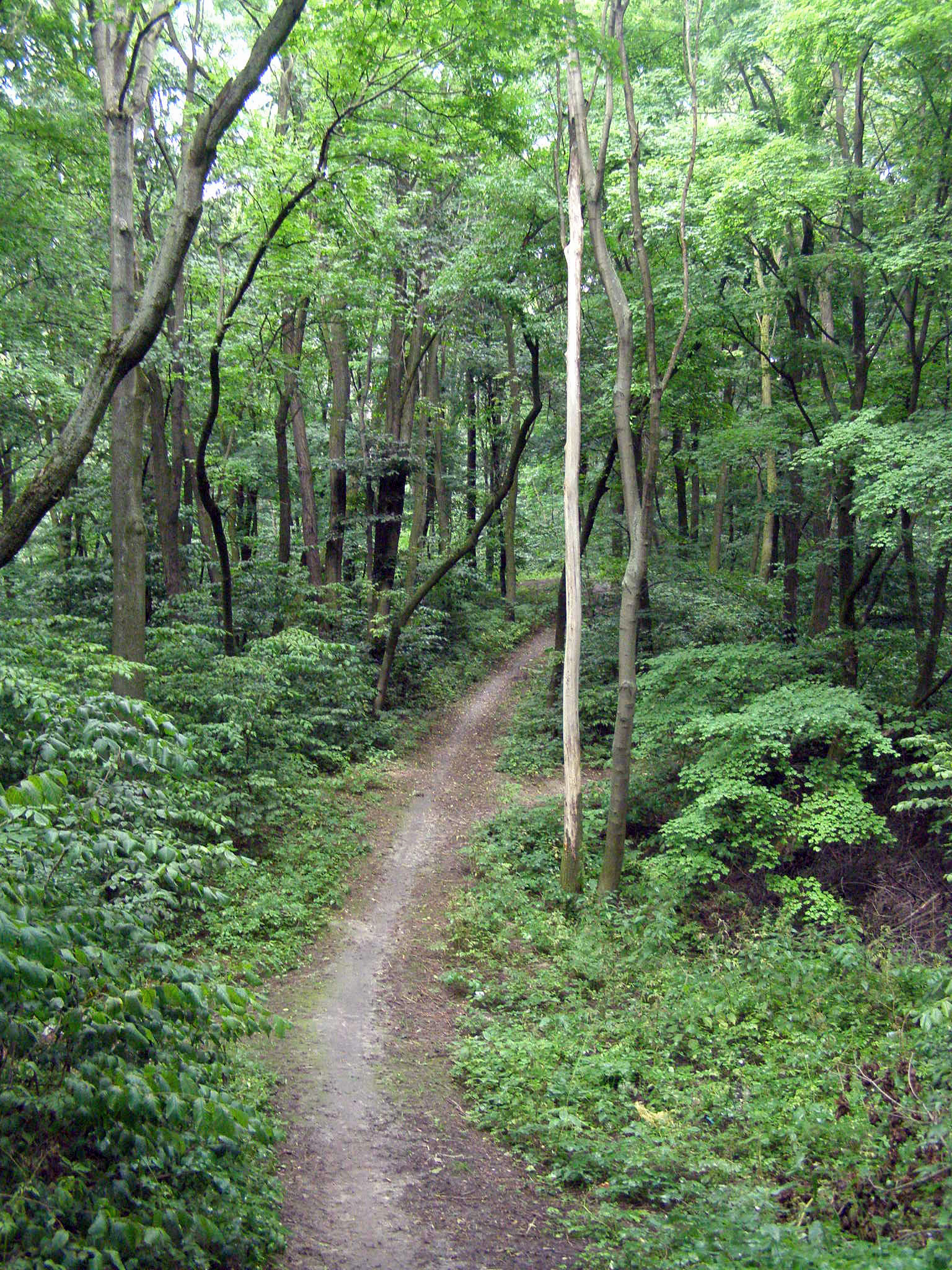
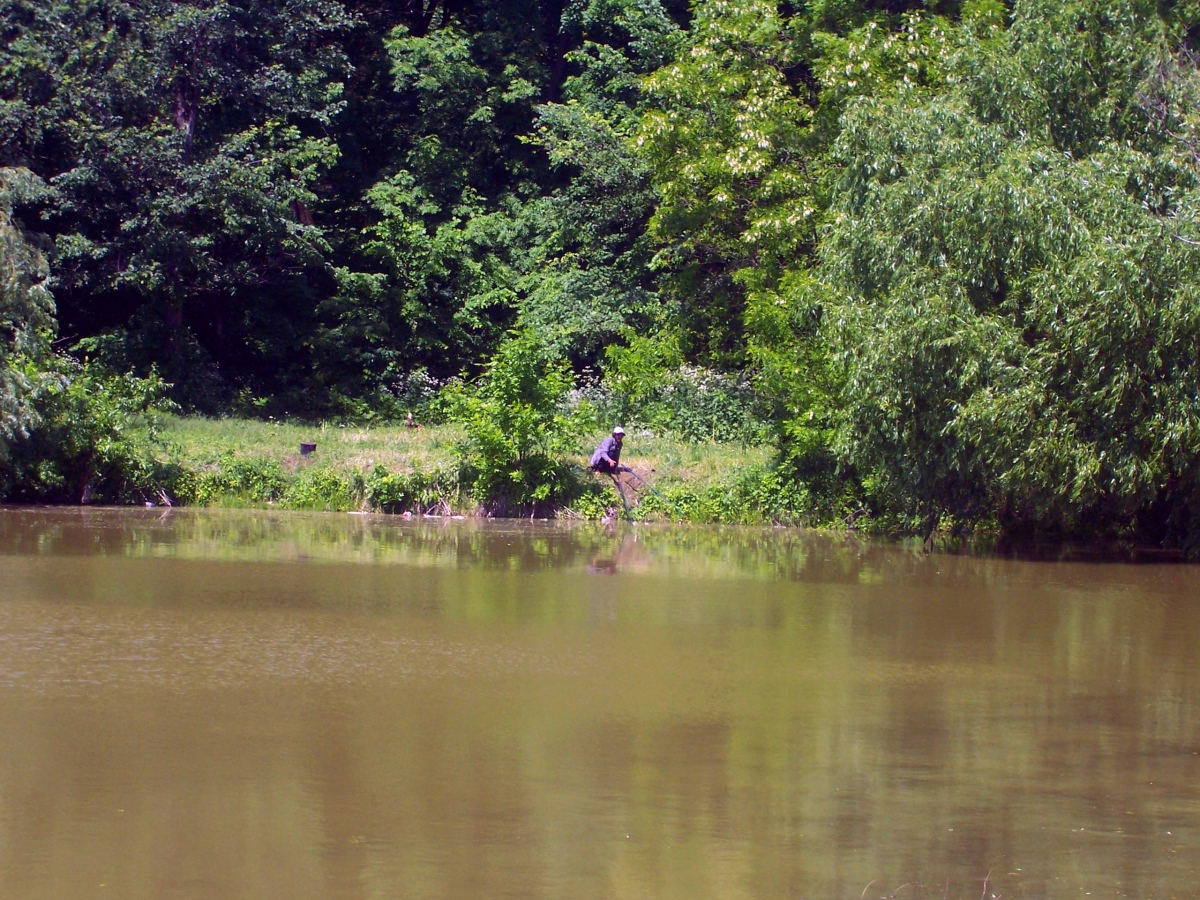
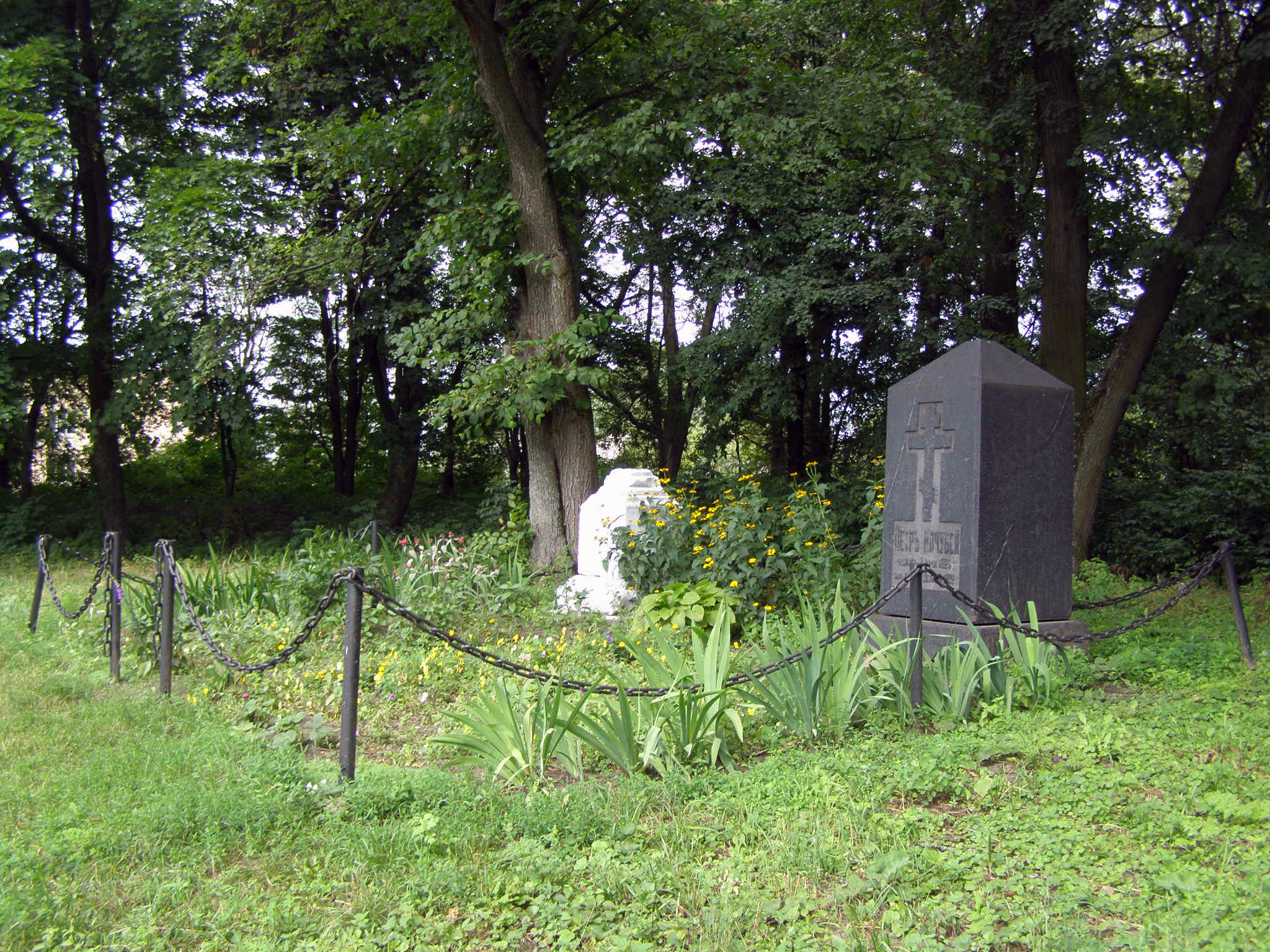
Могила Кочубеїв
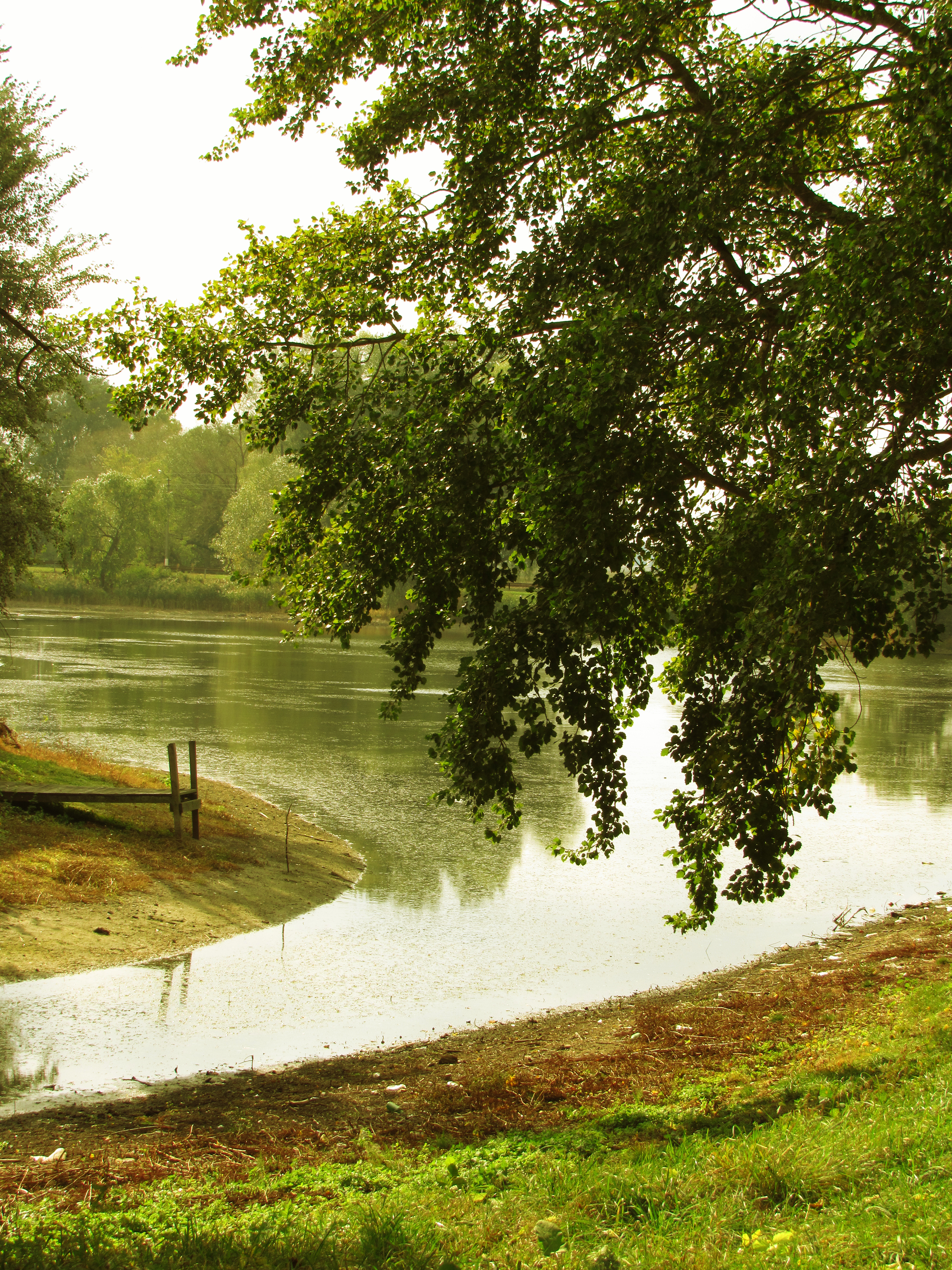
Згурівський парк. Над водоймою
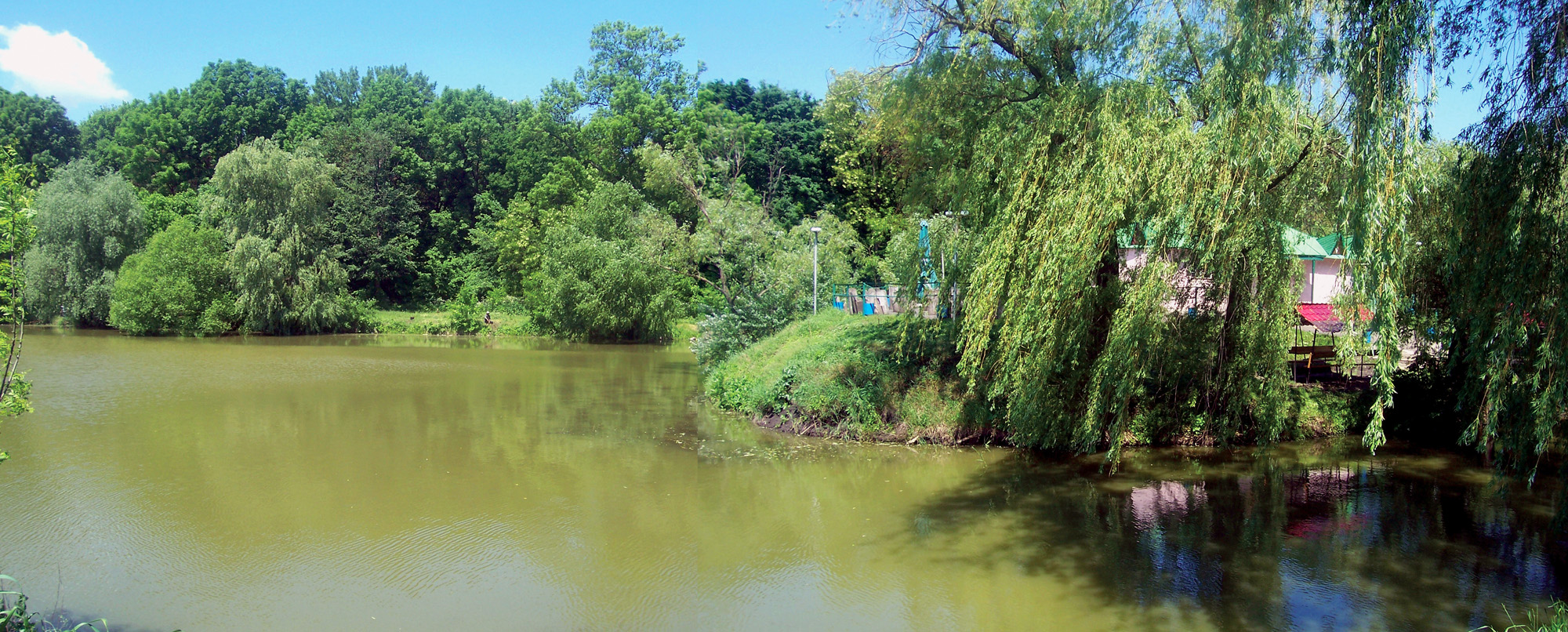
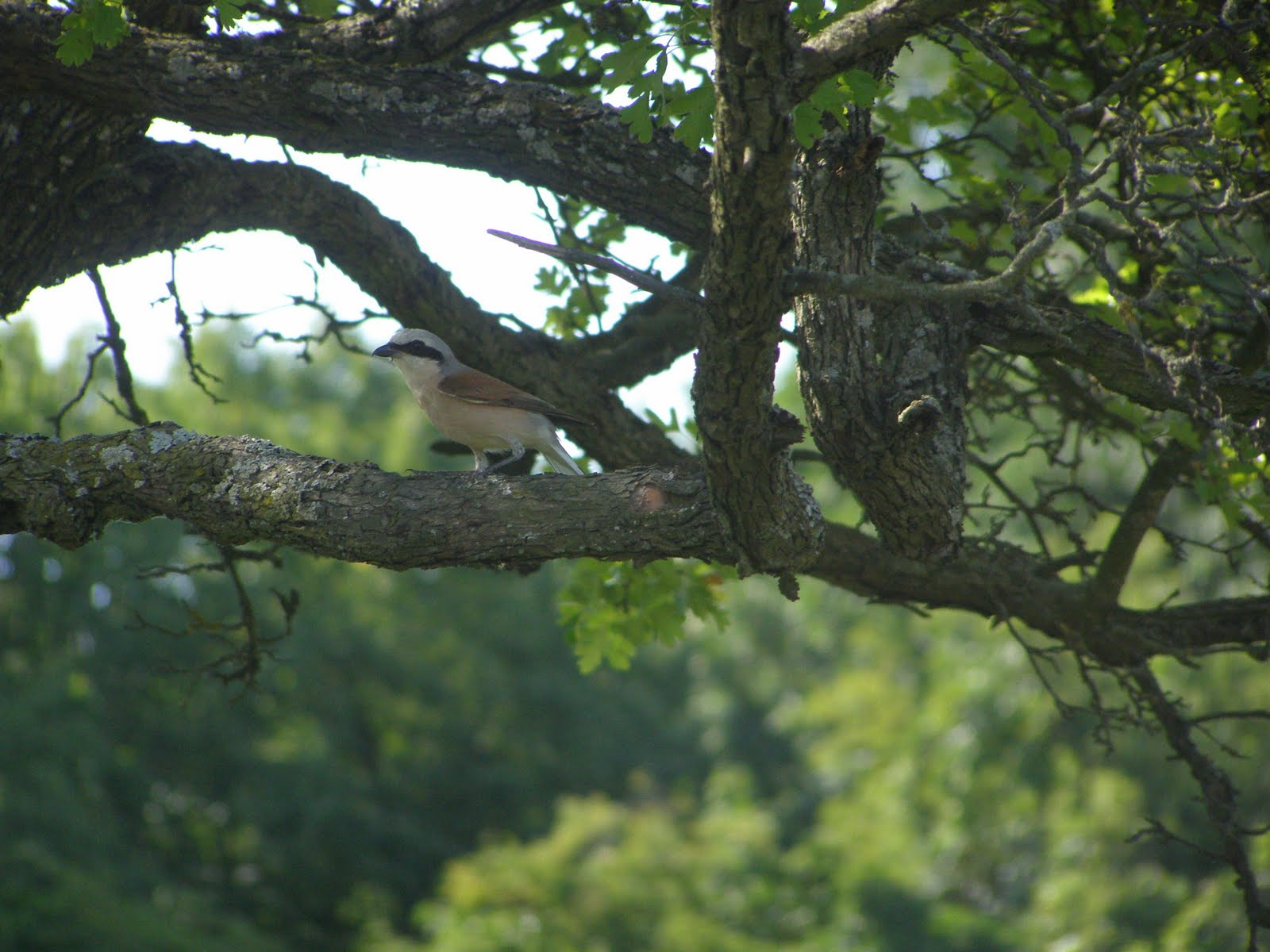
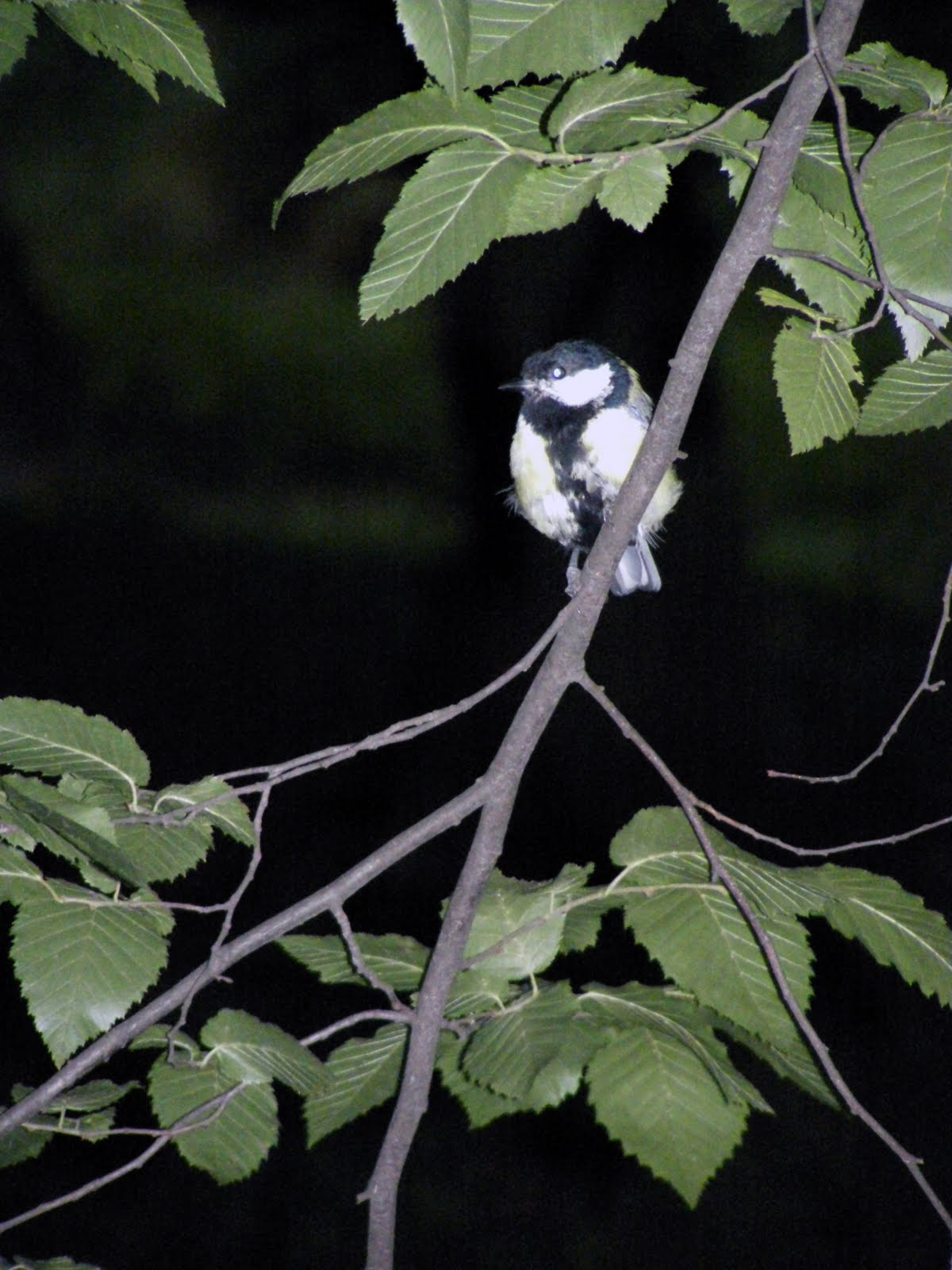
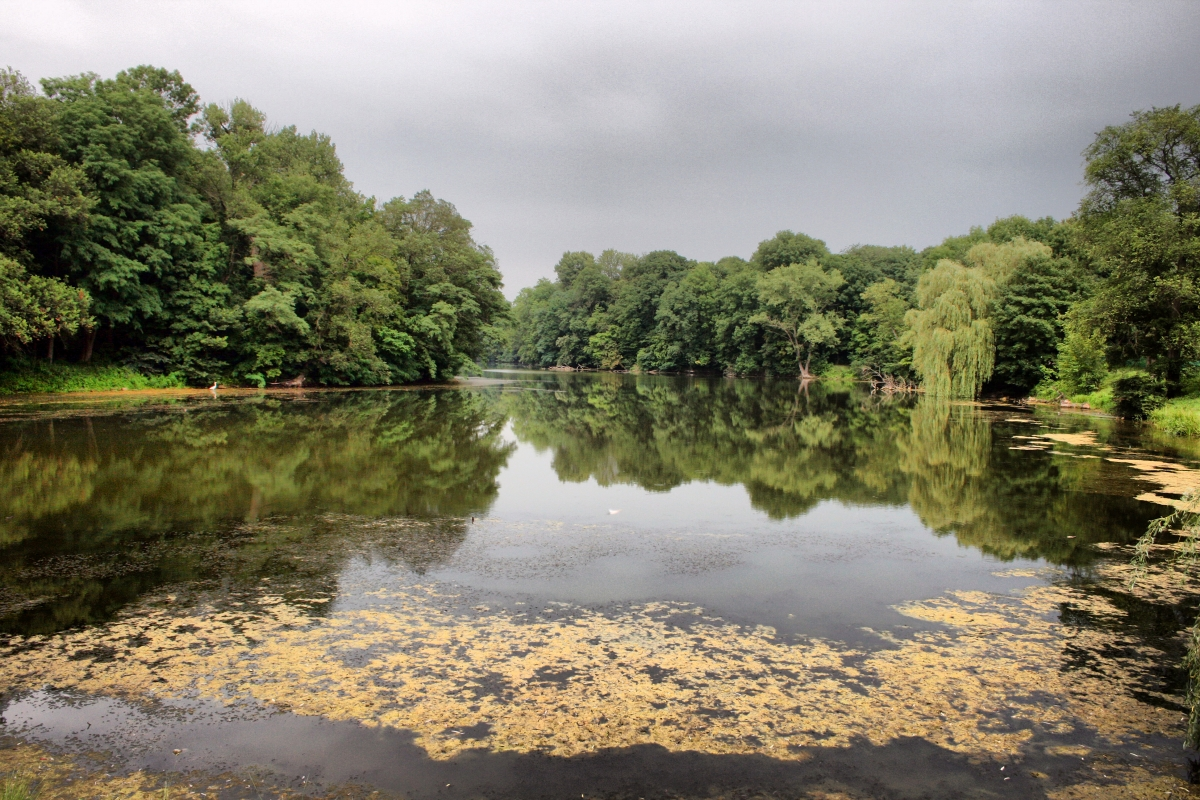
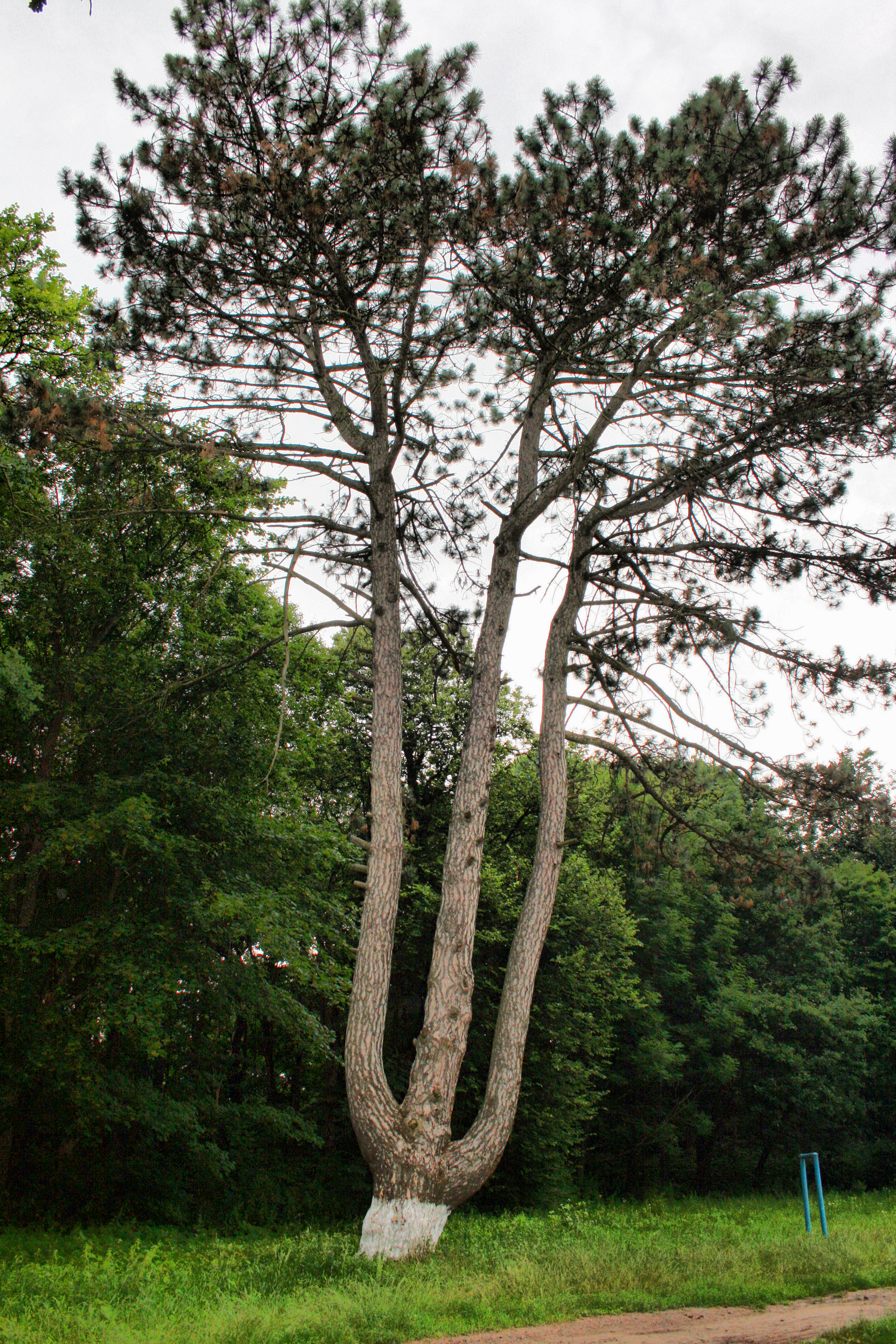
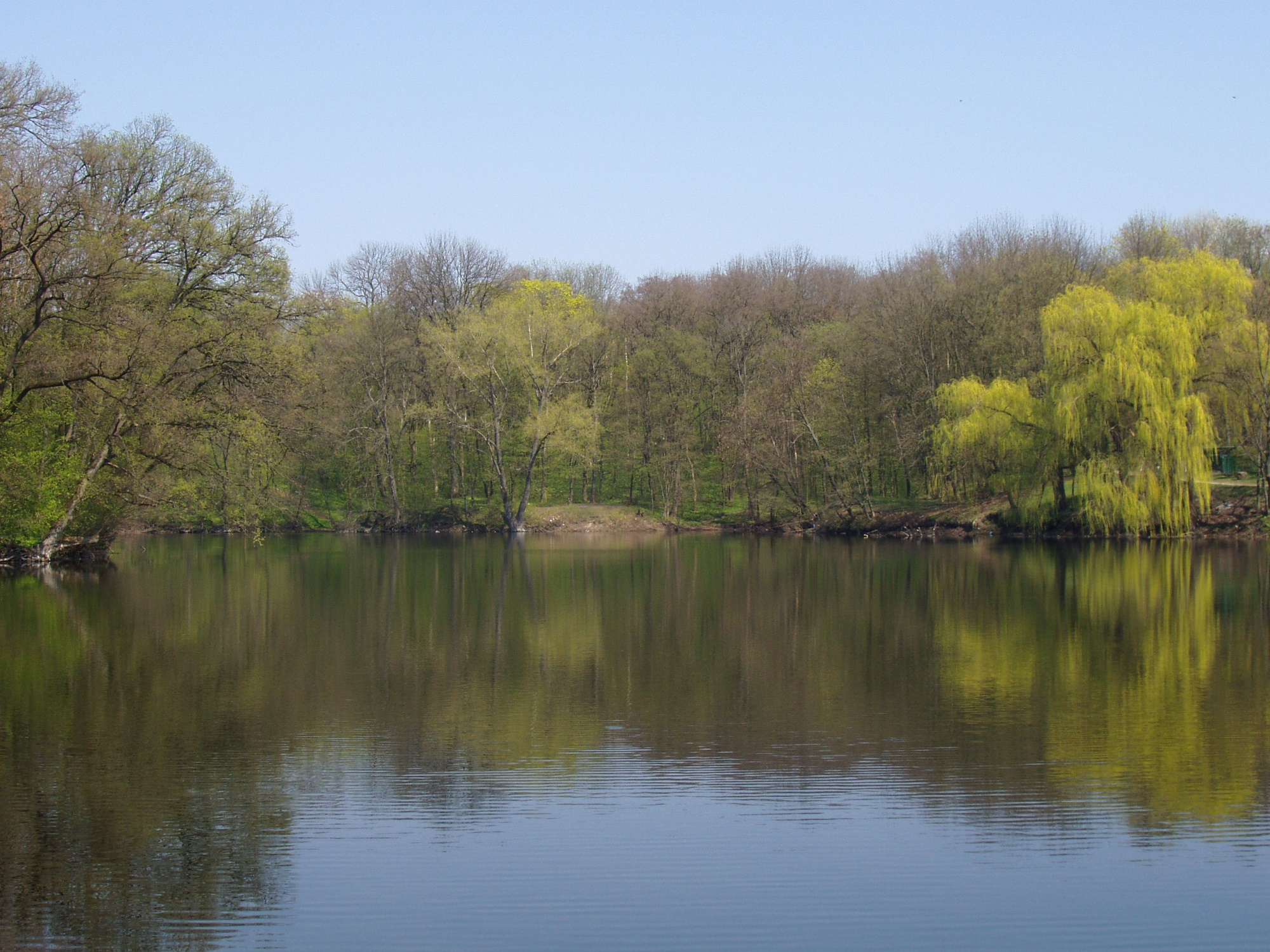
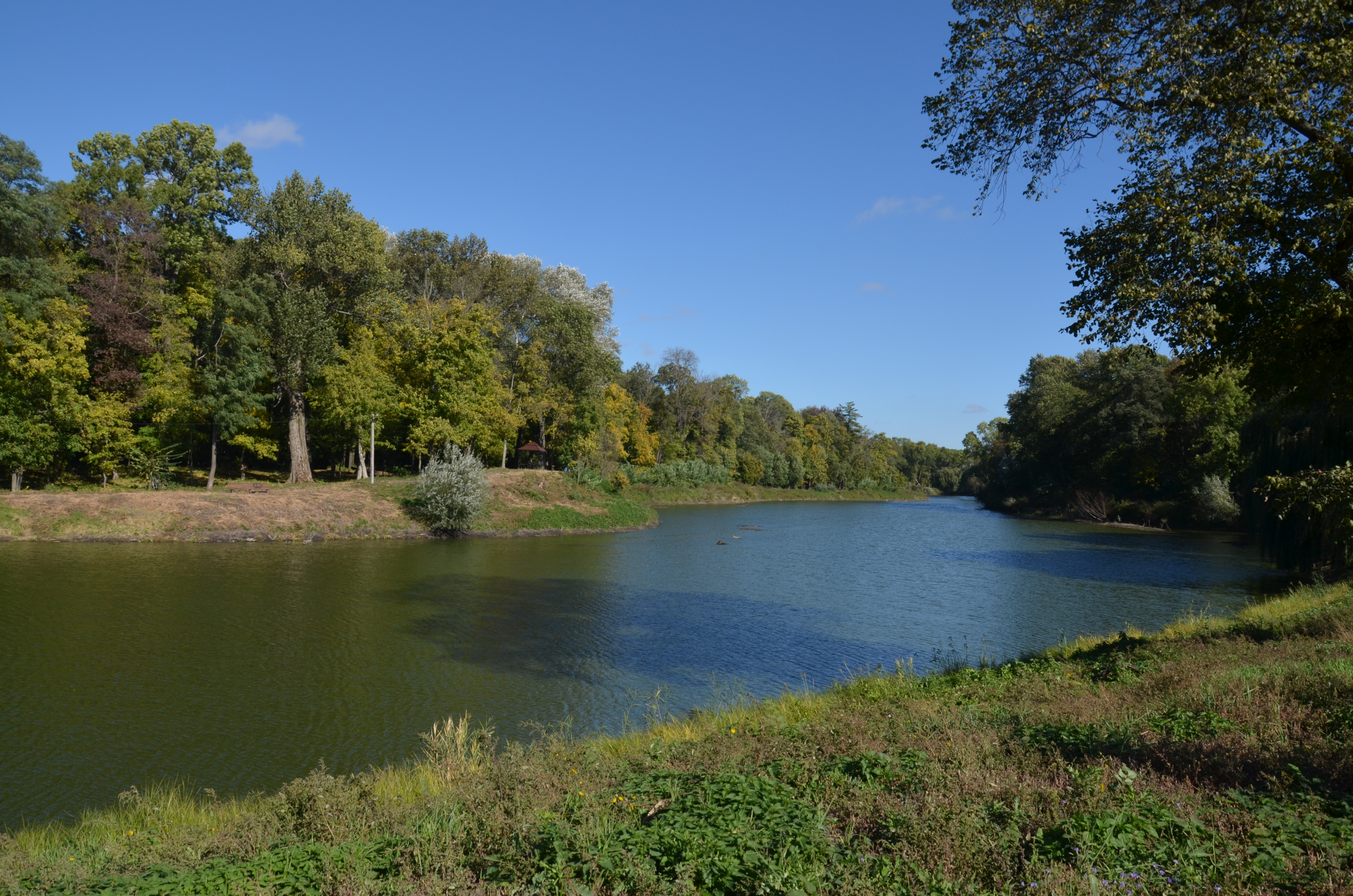
Ставок Довгий
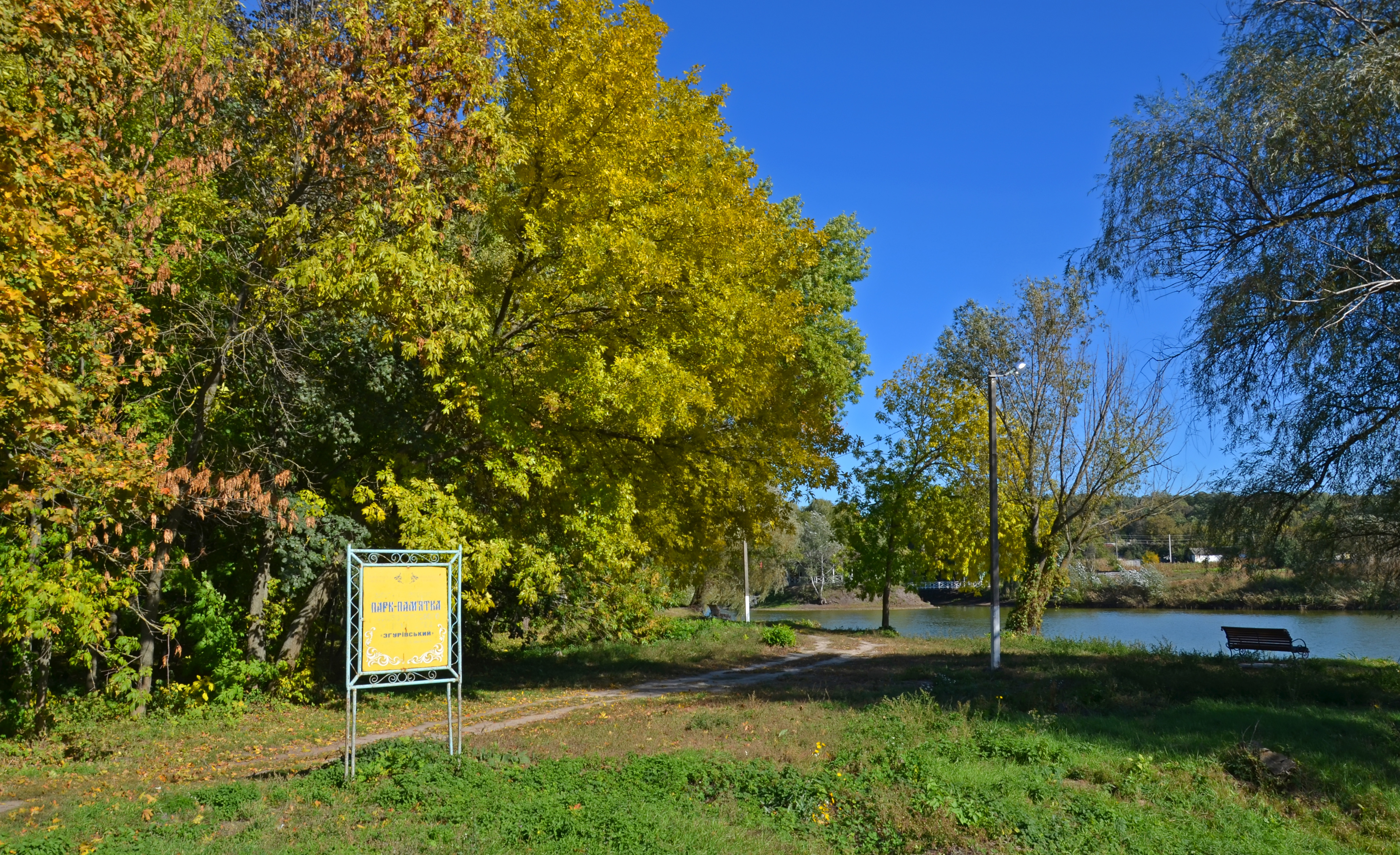
Інформаційний стенд
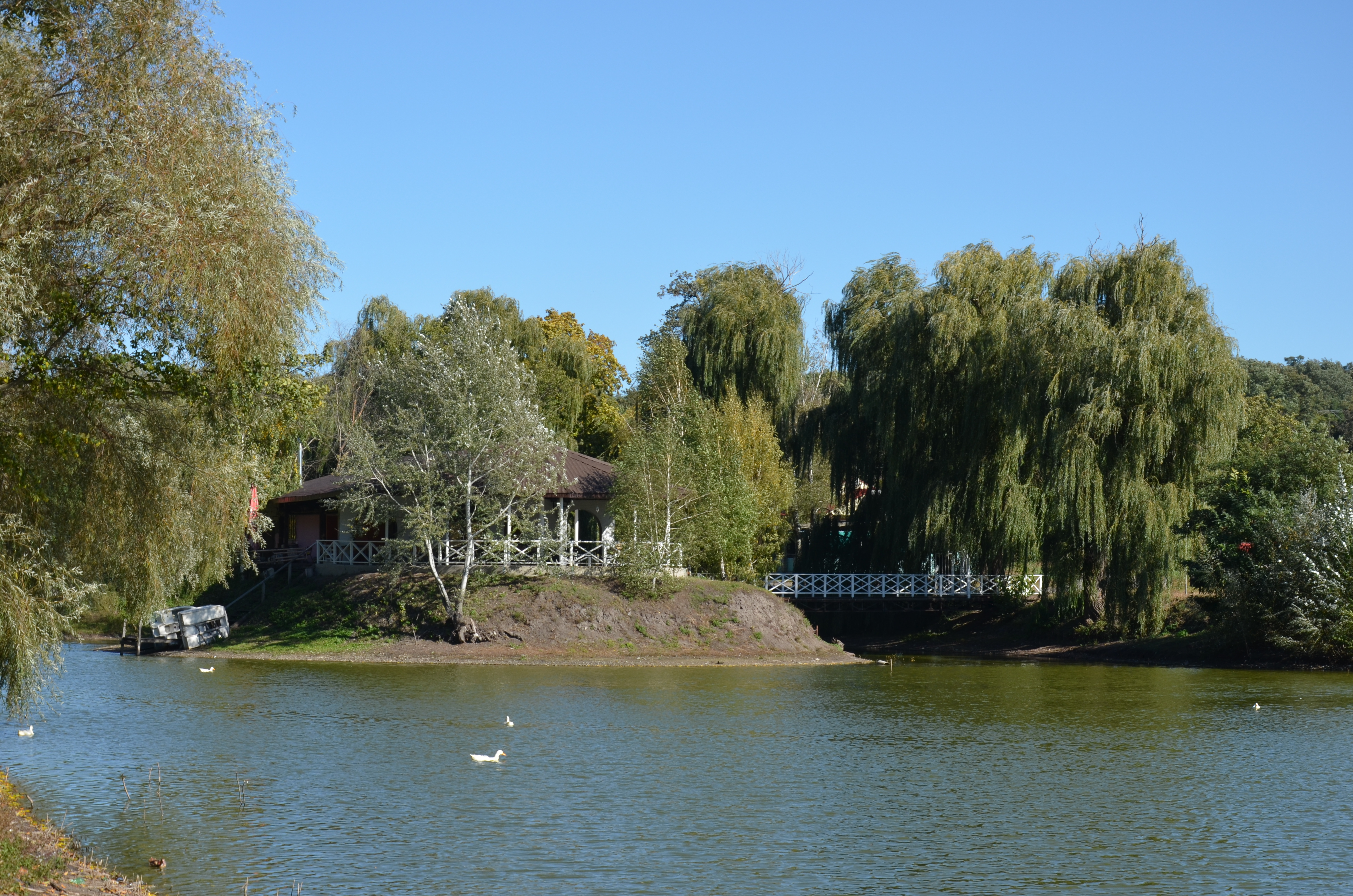
Острів серед ставка Рецево
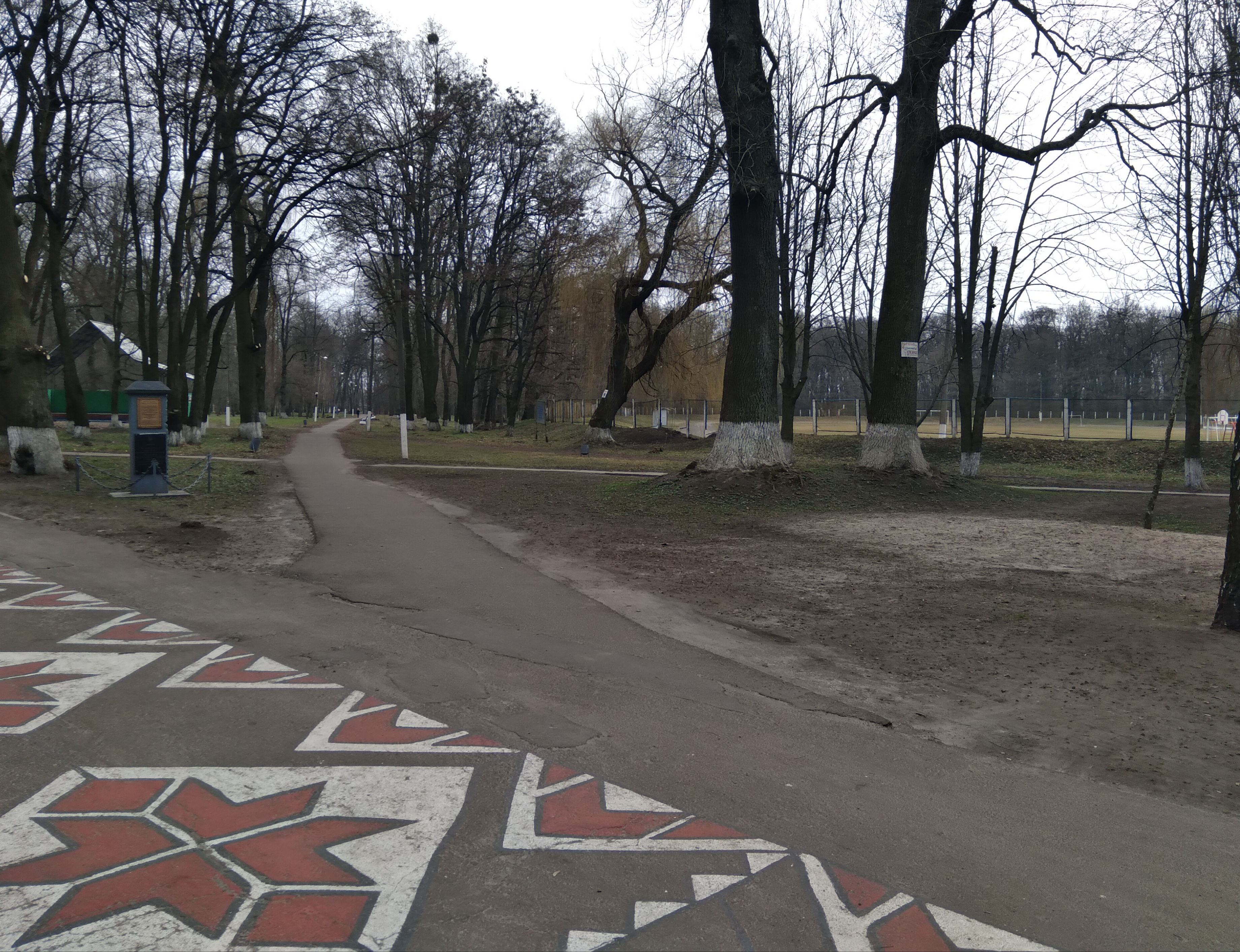
Згурівський дендропарк, березень 2023
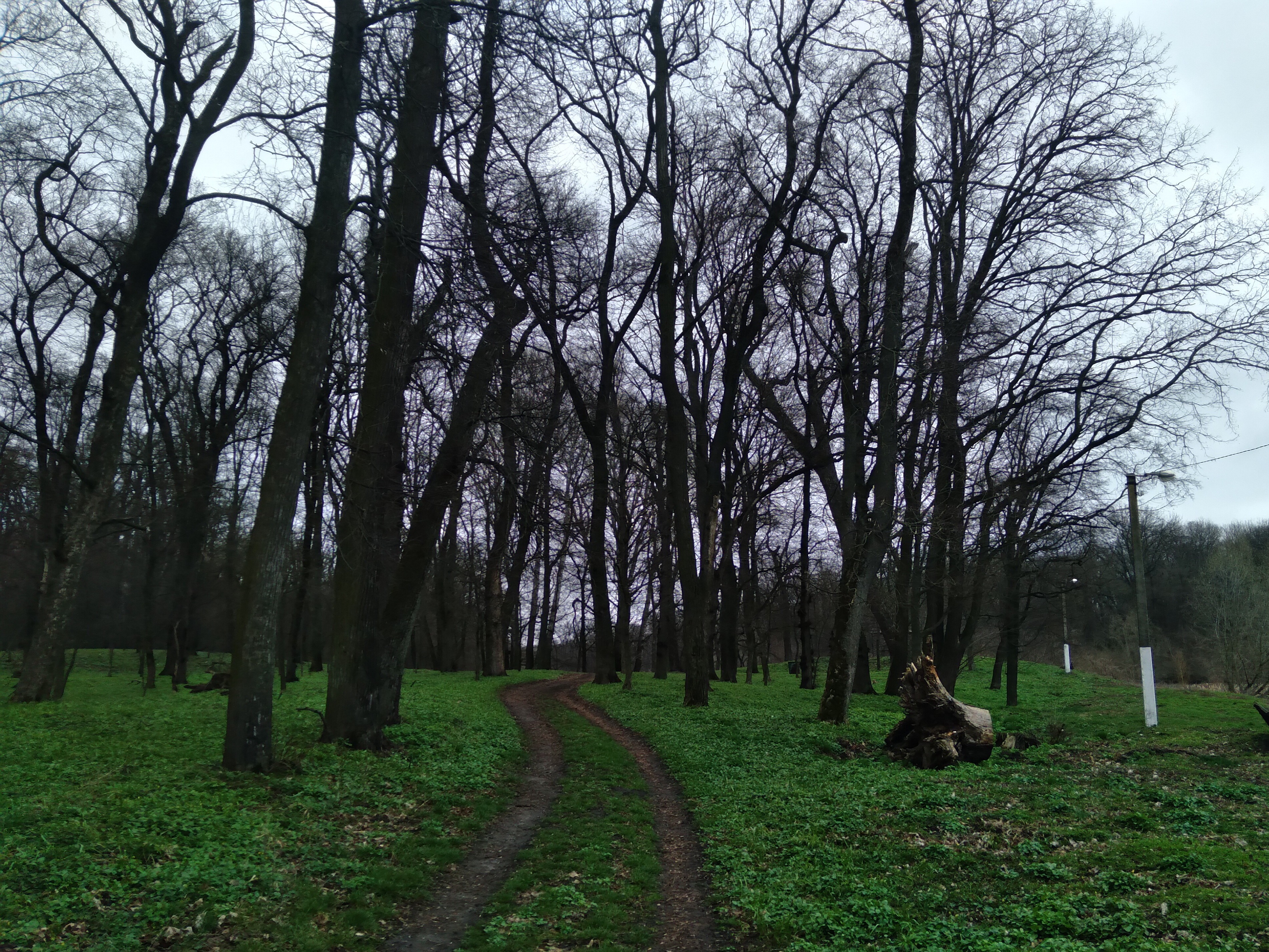
Доріжка, що веде від ставка до школи, квітень 2023
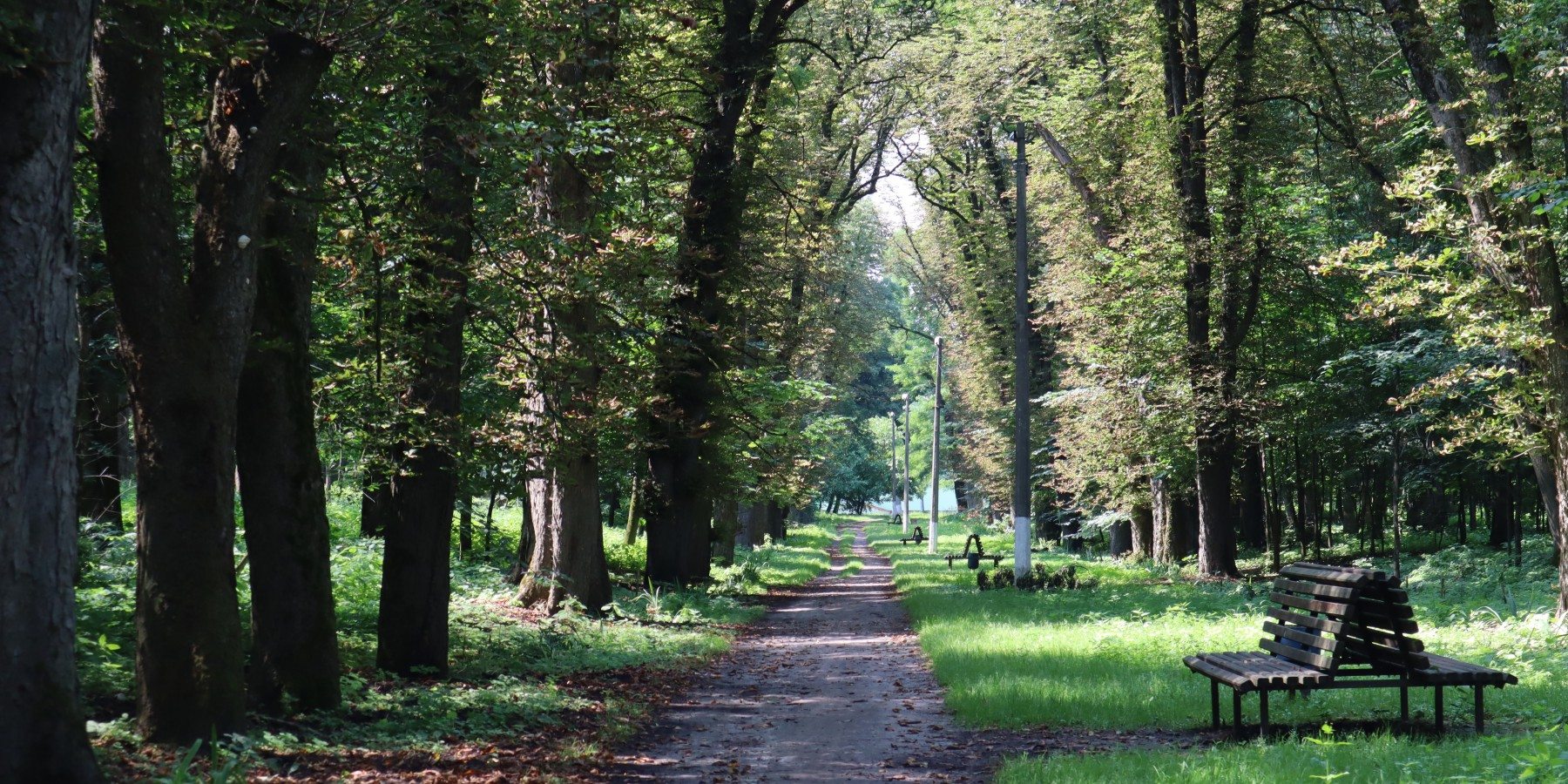
Каштанова алея у дендропарку, літо 2021
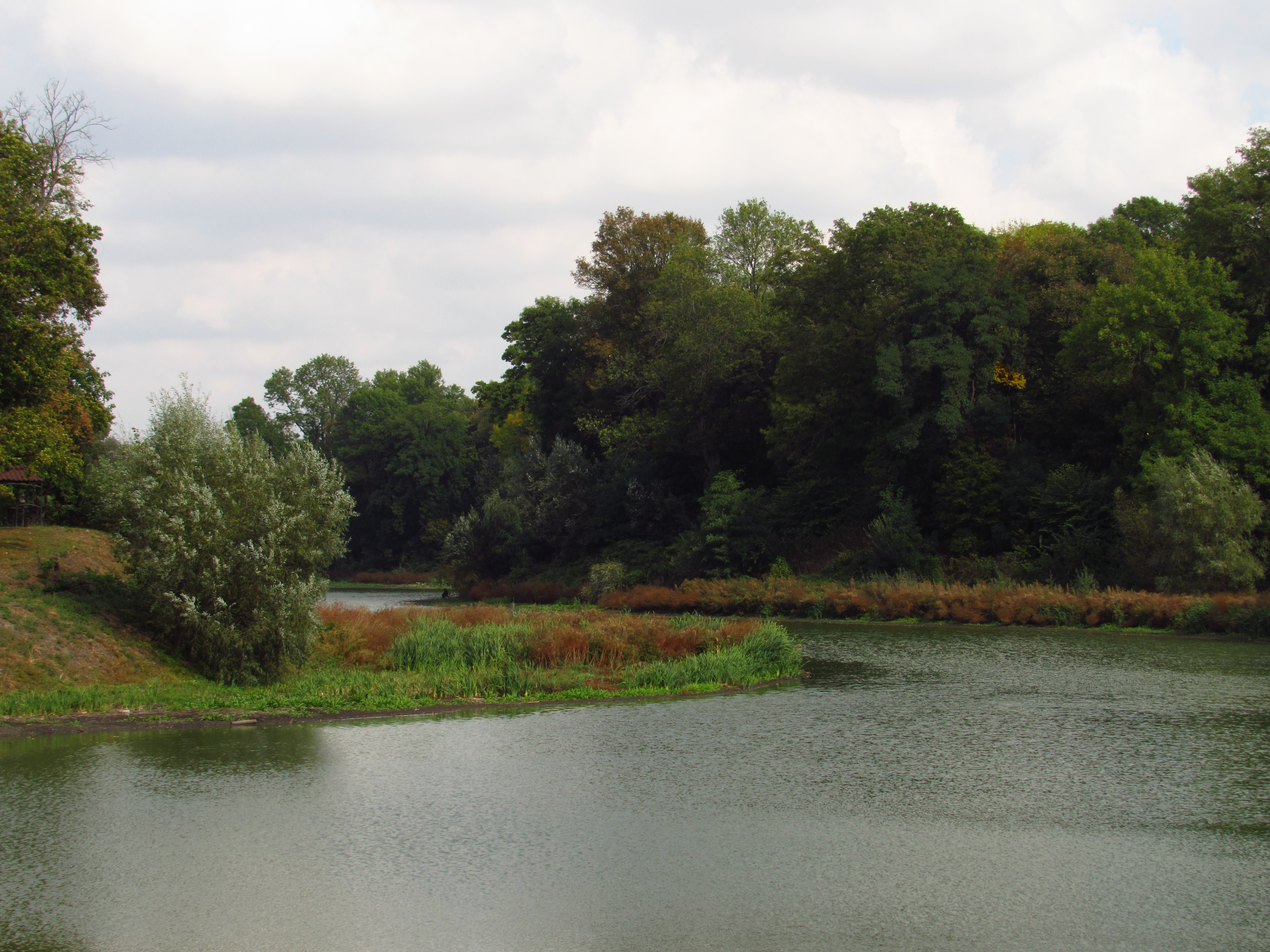
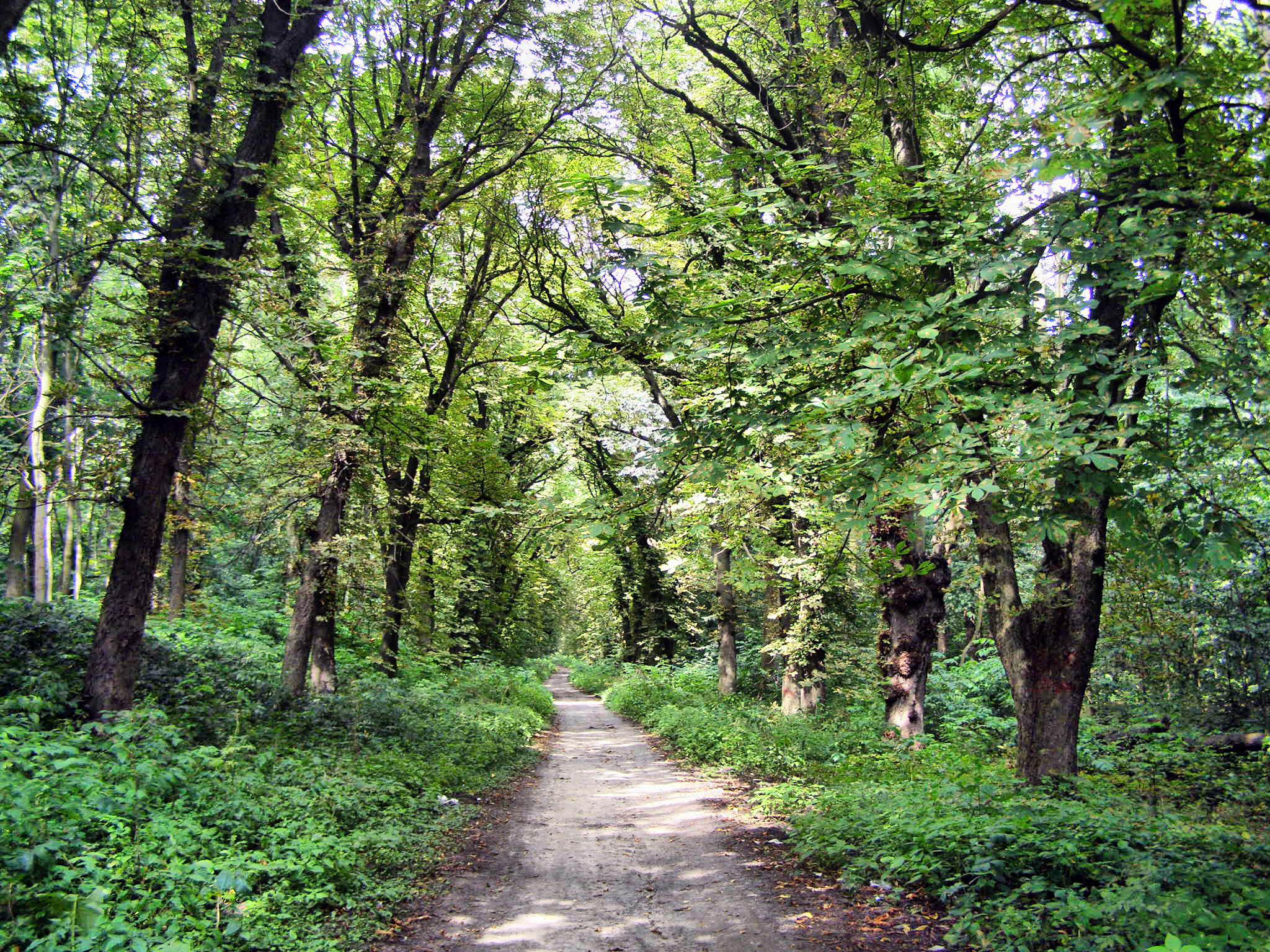